# Список глав правительств Башкортостана
Премьер-министр (Председатель Правительства) Башкортостана (баш. Башҡортостан премьер-министры (Хөкүмәте рәйесе)) — глава Правительства Республики Башкортостан. Выдвигается Главой Республики Башкортостан, затем одобряется Государственным Собранием — Курултаем Республики Башкортостан и, наконец, утверждается главой республики.
Список включает в себя всех глав правительств республики: с 1917 года — председателей Правительства Башкурдистана, с 1919 года — председателей Башревкома, с 1920 года — председателей Совета народных комиссаров Башкирской АССР, с 1946 года — председателей Совета министров Башкирской АССР (с 1990 года — Башкирской ССР —Башкортостан), с 1992 года — премьер-министров Правительства Республики Башкортостан.

## История
Высший орган исполнительной власти Башкурдистана — Башкирское Правительство (Правительство Башкурдистана) было образовано предпарламентом Малым Курултаем 20 декабря 1917 года. В состав правительства входили председатель и заведующие отделами (военный, внутренних дел, земледелия, народного просвещения, сношений, страхования, финансовый, экономический, юстиции).
В марте 1919 года, после подписания «Соглашения центральной Советской власти с Башкирским правительством о Советской Автономной Башкирии», на основе Временного революционного комитета республики был образован Башкирский военно-революционный комитет (Башревком). В состав Башревкома входили председатель, народные комиссары Башкирской АССР, председатель Совнархоза Башкирской АССР, заведующие информационно-агитационно-организационным и распределительным отделами.
В июле 1920 года в соответствии с постановлением ВЦИК и СНК РСФСР «О государственном устройстве Автономной Советской Башкирской Республики» был образован  Совет народных комиссаров (Совнарком, Правительство) Башкирской АССР. Состав Совнаркома избирался на съездах Советов автономной республики. Совет народных комиссаров был подотчётен съезду Советов и Центральному исполнительному комитету Башкирской АССР.
По Указу Президиума Верховного Совета Башкирской АССР «О преобразовании Совета Народных Комиссаров Башкирской АССР» от 26 марта 1946 года Совет народных комиссаров преобразован в Совет министров, а народные комиссариаты — в министерства автономной республики. Совет министров формировался Верховным Советом Башкирской АССР. В 1990 году Совет министров Башкирской АССР был преобразован в Совет министров Башкирской ССР, в 1992 году — Совет министров Республики Башкортостан, в 1993 году — Кабинет министров Республики Башкортостан, в 2002 году — Правительство Республики Башкортостан.

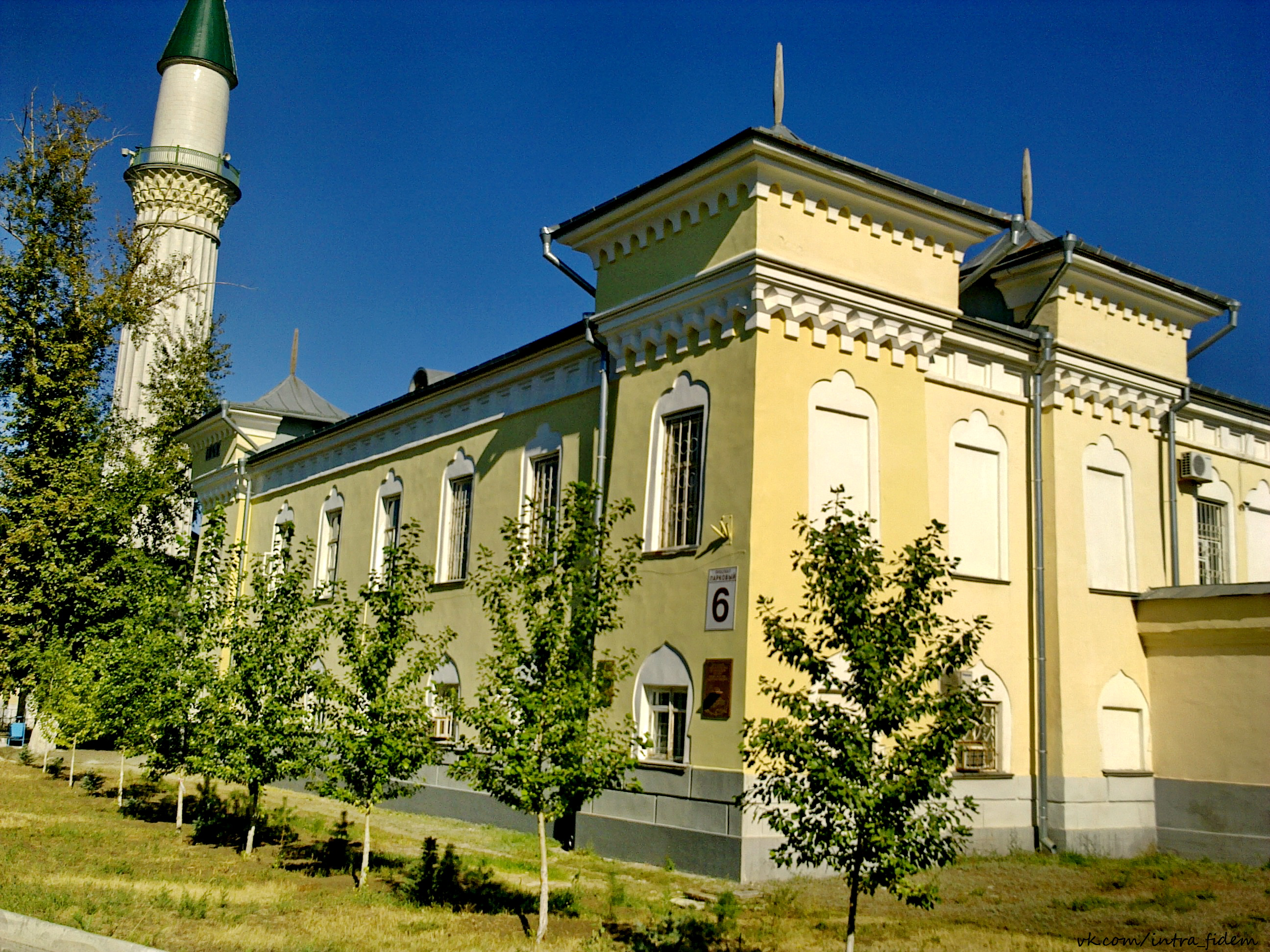
Оренбургский Караван-сарай — резиденция Правительства Башкурдистана
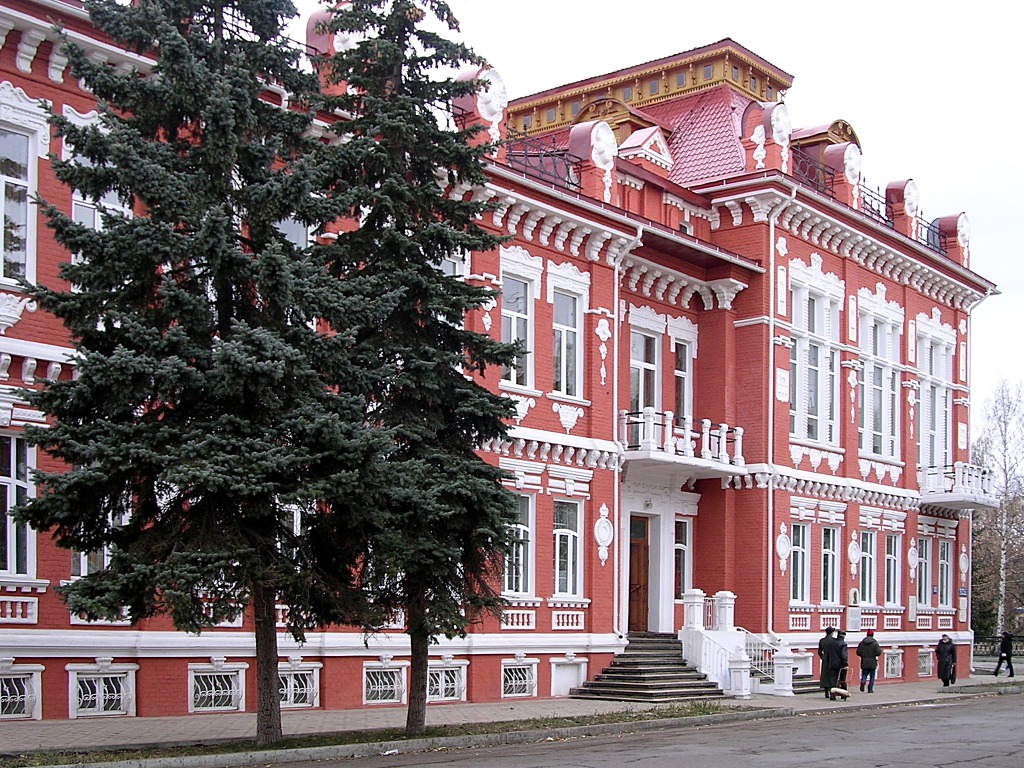
Резиденция Башревкома и Совнаркома Башкирской АССР в Стерлитамаке
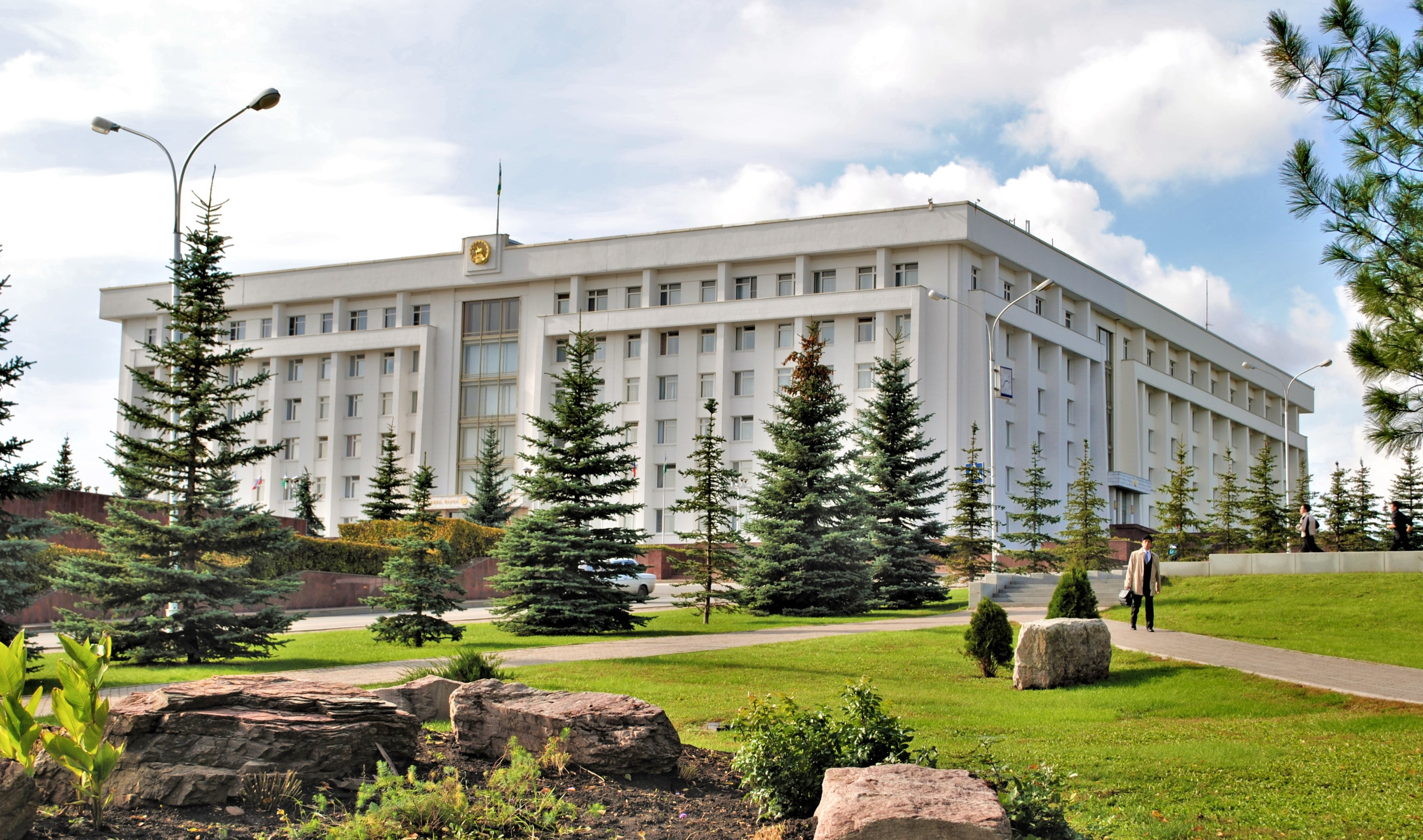
Дом Республики — резиденция Совета Министров Башкирской АССР и Правительства Республики Башкортостан

## Башкурдистан
| Председатели Башкирского Правительства (Правительства Башкурдистана) |      |                                           |              |             |
| #                                                                    | Фото | Имя (годы жизни)                          | Полномочия   | Полномочия  |
| #                                                                    | Фото | Имя (годы жизни)                          | Начало       | Окончание   |
| 1                                                                    |      | Бикбов Юнус Юлбарисович (1883—1942)       | декабрь 1917 | январь 1919 |
| 2                                                                    |      | Кулаев Мстислав Александрович (1873—1958) | январь 1919  | март 1919   |

## Башкирская АССР
| #                                                                    | Фото               | Имя (годы жизни)                             | Полномочия     | Полномочия     |
| #                                                                    | Фото               | Имя (годы жизни)                             | Начало         | Окончание      |
| -------------------------------------------------------------------- | ------------------ | -------------------------------------------- | -------------- | -------------- |
| Председатели Башкирского военно-революционного комитета (Башревкома) |                    |                                              |                |                |
| 1                                                                    |                    | Юмагулов Харис Юмагулович (1891—1937)        | май 1919       | январь 1920    |
| 2                                                                    | Ахметзаки Валидов  | Валидов Ахмет-Заки Ахметшахович (1890—1970)  | февраль 1920   | июнь 1920      |
| 3                                                                    | Файзулла Мансырев  | Мансырев Файзулла Саитович (1882—?)          | июнь 1920      | июль 1920      |
| Председатели Совета народных комиссаров (Совнаркома) Башкирской АССР |                    |                                              |                |                |
| 1                                                                    |                    | Шамигулов Гали Камалетдинович (1890—1959)    | июль 1920      | октябрь 1920   |
| и.о.                                                                 | Файзулла Мансырев  | Мансырев Файзулла Саитович (1882—?)          | ноябрь 1920    | июль 1921      |
| 2                                                                    |                    | Халиков Муллаян Давлетшинович (1894—1937)    | июль 1921      | ноябрь 1925    |
| 3                                                                    |                    | Мухаметкулов Аксан Баймурзич (1895—1938)     | ноябрь 1925    | 10 января 1930 |
| 4                                                                    |                    | Булашев Зинатулла Гизатович (1894—1938)      | 10 января 1930 | октябрь 1937   |
| 5                                                                    | Фазыл Шагимарданов | Шагимарданов Фазыл Валиахметович (1906—1968) | октябрь 1937   | февраль 1940   |
| 6                                                                    | Сабир Вагапов      | Вагапов Сабир Ахмедьянович (1904—1993)       | февраль 1940   | апрель 1946    |
| Председатели Совета министров Башкирской АССР                        |                    |                                              |                |                |
| 1                                                                    | Насыр Уразбаев     | Уразбаев Насыр Рафикович (1902—1981)         | апрель 1946    | апрель 1951    |
| 2                                                                    |                    | Набиуллин Валей Габеевич (1914—1982)         | апрель 1951    | февраль 1962   |
| 3                                                                    |                    | Акназаров Зекерия Шарафутдинович (1924—2000) | февраль 1962   | 8 января 1986  |
| 4                                                                    | Марат Миргазямов   | Миргазямов Марат Парисович (род. 1942)       | 8 января 1986  | 1990           |

## Башкортостан
| #                                                            | Фото                | Имя (годы жизни)                            | Полномочия       | Полномочия       |
| #                                                            | Фото                | Имя (годы жизни)                            | Начало           | Окончание        |
| ------------------------------------------------------------ | ------------------- | ------------------------------------------- | ---------------- | ---------------- |
| Председатели Совета министров Башкирской ССР — Башкортостана |                     |                                             |                  |                  |
| 1                                                            | Марат Миргазямов    | Миргазямов Марат Парисович (род. 1942)      | 1990             | 1992             |
| Председатели Совета министров Башкортостана                  |                     |                                             |                  |                  |
| 2                                                            | Анатолий Копсов     | Копсов Анатолий Яковлевич (род. 1942)       | 1992             | 1993             |
| Премьер-министры Кабинета министров Башкортостана            |                     |                                             |                  |                  |
| 2                                                            | Анатолий Копсов     | Копсов Анатолий Яковлевич (род. 1942)       | 1993             | 1994             |
| 3                                                            | Рим Бакиев          | Бакиев Рим Сагитович (род. 1939)            | октябрь 1994     | январь 1999      |
| 4                                                            | Рафаэль Байдавлетов | Байдавлетов Рафаэль Ибрагимович (род. 1943) | 12 января 1999   | 2002             |
| Премьер-министры Правительства Республики Башкортостан       |                     |                                             |                  |                  |
| 4                                                            | Рафаэль Байдавлетов | Байдавлетов Рафаэль Ибрагимович (род. 1943) | 2002             | 10 апреля 2008   |
| 5                                                            | Раиль Сарбаев       | Сарбаев Раиль Салихович (род. 1962)         | 10 апрель 2008   | 23 июля 2010     |
| и.о.                                                         | Рустэм Хамитов      | Хамитов, Рустэм Закиевич (род. 1954)        | 23 июля 2010     | 19 мая 2011      |
| 6                                                            | Азамат Илембетов    | Илимбетов Азамат Фаттахович (род. 1972)     | 19 мая 2011      | 6 августа 2012   |
| и.о.                                                         | Рустэм Хамитов      | Хамитов, Рустэм Закиевич (род. 1954)        | 6 августа 2012   | 26 ноября 2015   |
| 7                                                            | Рустэм Марданов     | Марданов Рустэм Хабибович (род. 1964)       | 26 ноября 2015   | 3 декабря 2018   |
| и.о.                                                         | Радий Хабиров       | Хабиров, Радий Фаритович (род. 1964)        | 3 декабря 2018   | 17 сентября 2020 |
| 8                                                            | Андрей Назаров      | Назаров Андрей Геннадьевич (род. 1970)      | 17 сентября 2020 | н. в.            |